# Ліхутін Михайло Доримедонтович
Михайло Доримедонтович Ліхутін (рос. Михаил Доримедонтович Лихутин; нар. ? — пом. 12 грудня 1882) — російський письменник, генерал-майор Російської імператорської армії, брав участь в придушенні  Угорської революції, учасник Великої Кавказької та Кримської війни.

## Життєпис
У 1840-х роках почав служити в генеральному штабі. Під час Угорської революції 1848—1849 років був молодшим офіцером при штабі 4-го піхотного корпусу генерала від інфантерії Михайла Чеодаєва.
1854 року, у званні підполковник, був посланий на Кавказ начальником штабу Ериванського загону генерала Карла Врангеля. 
З 1856 по 1860 роки, будучи командиром Севастопольського піхотного полку, брав участь у Великій Кавказькій війні. Згодом призначений командувачем 29-ю дивізією в Північно-західному краї.
У 1864 році призначений командувачем військами в Могилевської губернії. 
Згодом призначений командиром дивізії у Ризі. Через кілька років служби подав у відставку.
Помер 12 грудня 1882 року в Москві.

## Доробок
- «Записки о походѣ въ Венгрію въ 1849 году». – Москва: Типографія А.И. Мамонтова и К, 1875. – С. 85-86[1]